# 陳度 (清末進士)
陈度（1871年—1947年），字古逸，号琴禅。云南泸西人。祖籍江西临川。清末民初人物。
陈度为光绪三十年（1904年）甲辰恩科二甲七十六名进士。任云南财政监理官。民国年间曾任银行监察等职。工书画篆刻，长于指画。